# Trường Nghệ thuật Sân khấu Stagecoach
Trường Nghệ thuật Sân khấu Stagecoach là một trường nghệ thuật bán thời gian chuyên nghiệp với hơn 600 trường học tại Vương quốc Anh. Trường đào tạo ca hát, nhảy múa và diễn xuất.
Stagecoach Theater Arts là một nhượng quyền thương mại cho các trường nghệ thuật sân khấu bán thời gian ở Úc, Canada, Đức, Gibraltar, Malta, Tây Ban Nha và Vương quốc Anh.

## Cựu sinh viên đáng chú ý
- Jamie Bell, diễn viên
- Esmé Bianco, người mẫu, diễn viên - đóng vai chính trong Trò chơi vương quyền và người biểu diễn burlesque / cabaret
- Zoe Birkett, Pop Idol Series one (2001/02) Chung kết, ca sĩ và diễn viên
- Jonny Clarke, diễn viên Bart McQueen trongHollyoaks
- Annaliese Dayes, người dẫn chương trình phát thanh, người mẫu, vị trí thứ 3 trên Người mẫu hàng đầu tiếp theo của Mỹ, Chu kỳ 18 và vị trí thứ 7 Người mẫu hàng đầu tiếp theo của Anh, Chu kỳ 5
- Lorna Fitzgerald, nữ diễn viên hiện Abi Branning trong EastEnders
- Tom Fletcher, ca sĩ chính và nhạc sĩ trong Mcfly
- Elliot Francis, diễn viên
- Dani Harmer, vai nữ chính Tracy Beaker
- Chung kết Charlotte Jaconelli, Britain's Got Talent (2012) (là một phần của Jonathan và Charlotte)
- Matt Johnson, Popstars: The Rivals chung kết, One True Voice thành viên
- Myleene Klass, nữ diễn viên, ca sĩ, người mẫu, nghệ sĩ piano, người dẫn chương trình phát thanh và truyền hình
- Cher Lloyd, chung kết The X Factor (Anh) (2010)
- Clare Maguire, Ca sĩ
- Stuart Piper, đặc vụ
- Bella Ramsey, nữ diễn viên
- Aaron Renfree, S Club 8 ca sĩ, diễn viên, vũ công trên  The Voice UK
- Shannon Saunders, Ca sĩ (Người chiến thắng cuộc thi Disney Channel UK My Camp Rock 2)
- Rachel Teate, nữ diễn viên (Wolfblood của CBBC)
- Diana Vickers, Ca sĩ, Nữ diễn viên  The X Factor (Anh)  (2008)
- Emma Watson, nữ diễn viên
- Charlotte Wakefield, Đánh thức mùa xuân
- Samm Bate, là một người mẫu Anh với các mô hình IMP
- Ellie Darcey-Alden, nữ diễn viên[2]
- Samuel Goldberg - Vũ công- Ba lê Hoàng gia
- Megan Millson - Người mẫu- Vogue Anh